# Lahiguera
Lahiguera ist ein südspanischer Ort und eine Gemeinde (municipio) mit insgesamt 1.588 Einwohnern (Stand: 2024) im Zentrum der Provinz Jaén in der autonomen Region Andalusien. 

## Lage und Klima
Lahiguera liegt ca. 35 km (Luftlinie) nordwestlich der Provinzhauptstadt Jaén in einer Höhe von knapp 375 m. Das Klima im Winter ist gemäßigt, im Sommer dagegen warm bis heiß; die geringen Niederschlagsmengen (ca. 444 mm/Jahr) fallen – mit Ausnahme der nahezu regenlosen Sommermonate – verteilt übers ganze Jahr.

## Bevölkerungsentwicklung
| Jahr      | 1970  | 1980  | 1990  | 2000  | 2010  | 2020  |
| Einwohner | 2.116 | 1.897 | 1.928 | 1.876 | 1.854 | 1.653 |

Die deutliche Bevölkerungsrückgang in der zweiten Hälfte des 20. Jahrhunderts ist im Wesentlichen auf die nahezu ausschließliche Anpflanzung von Olivenbäumen, die damit einhergehende Mechanisierung und den daraus resultierenden Verlust von Arbeitsplätzen zurückzuführen.

## Sehenswürdigkeiten
- Turmruine von La Tercia (Torreón de la Tercia) aus dem 13. Jahrhundert
- alte Marienkirche (Iglesia Antigua de Nuestra Señora María de la Consolación)
- neue Marienkirche (Nueva Iglesia de Nuestra Señora María de la Consolación)
- Christuskirche (Iglesia de Nuestro Señor de La Capilla)
- Rathaus

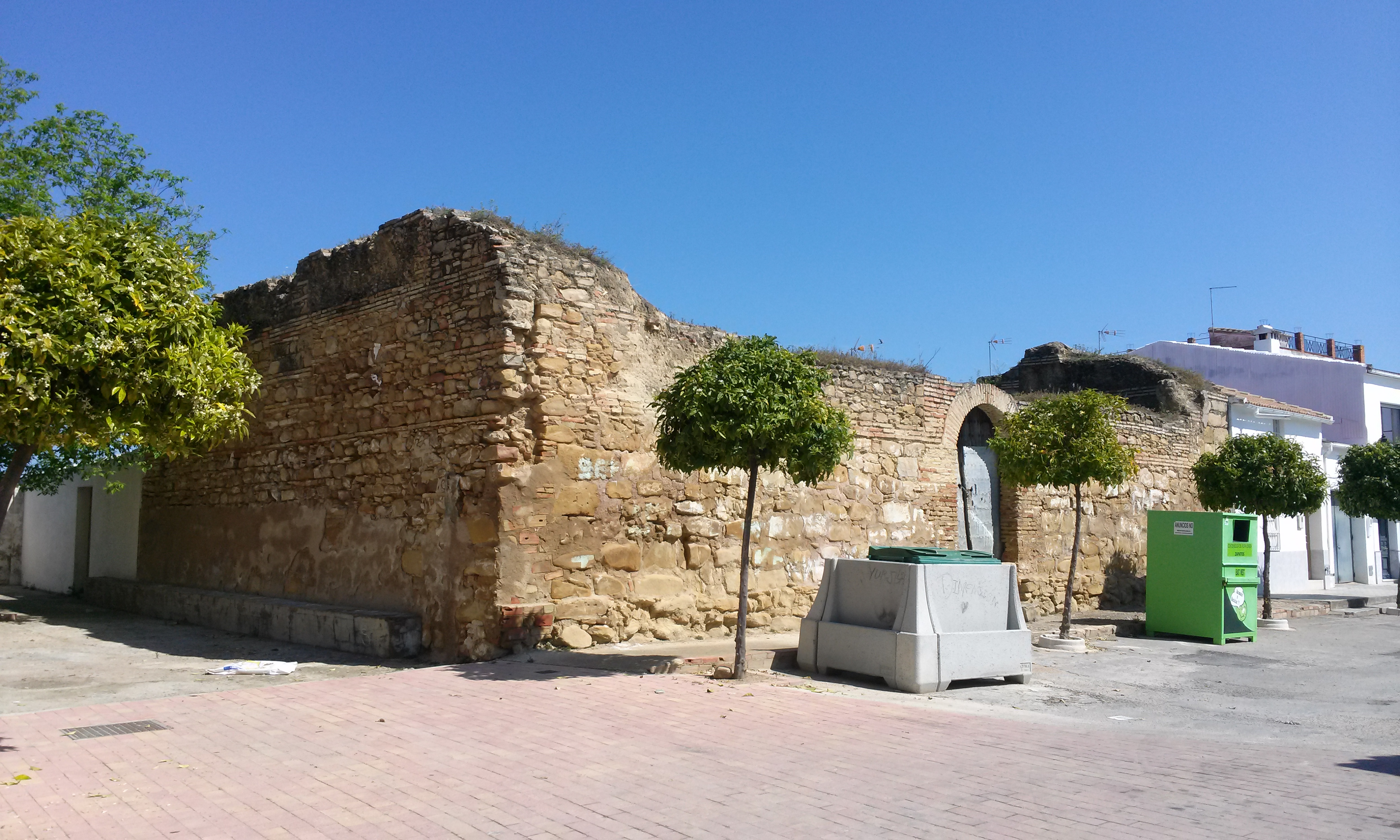
Turmruine von La Tercia
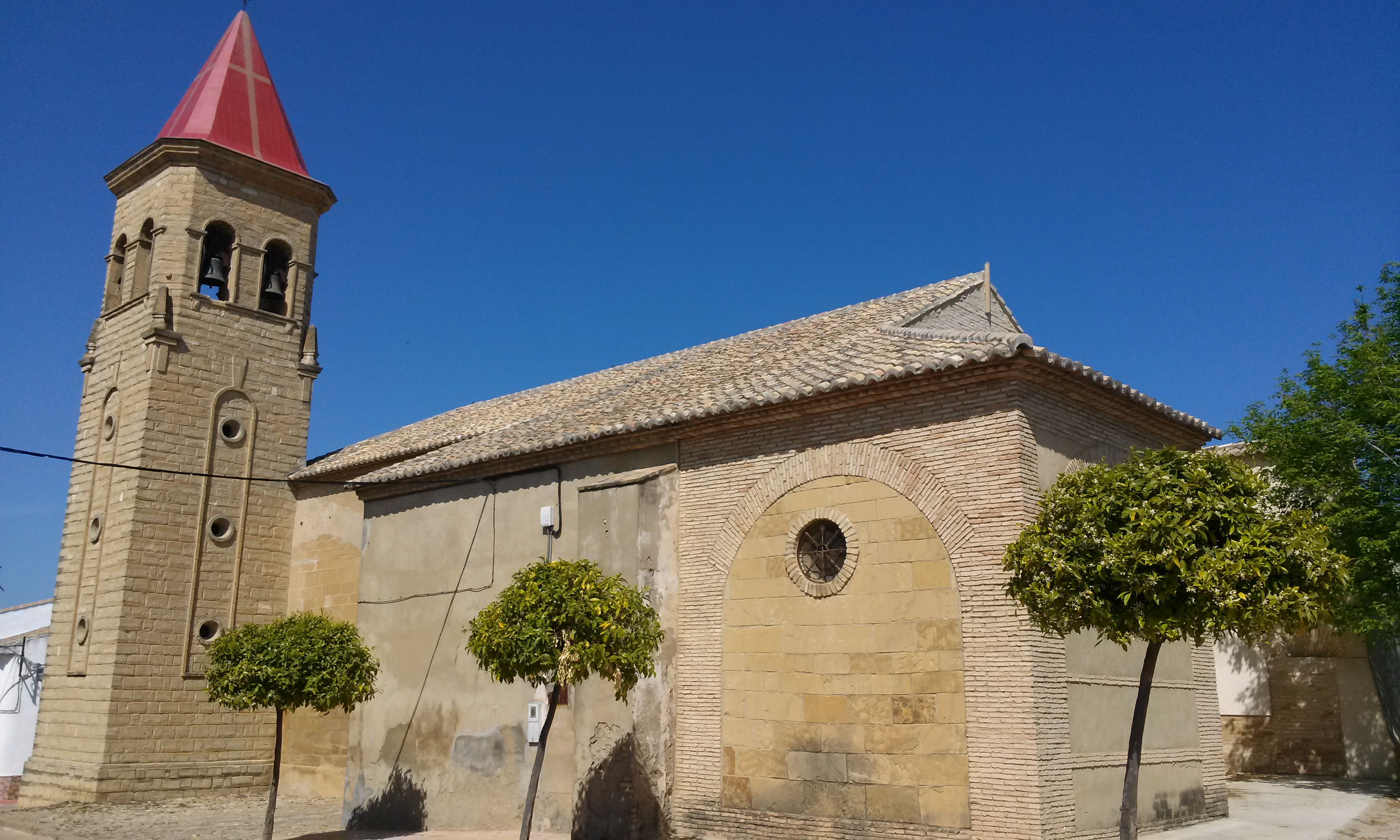
Alte Marienkirche
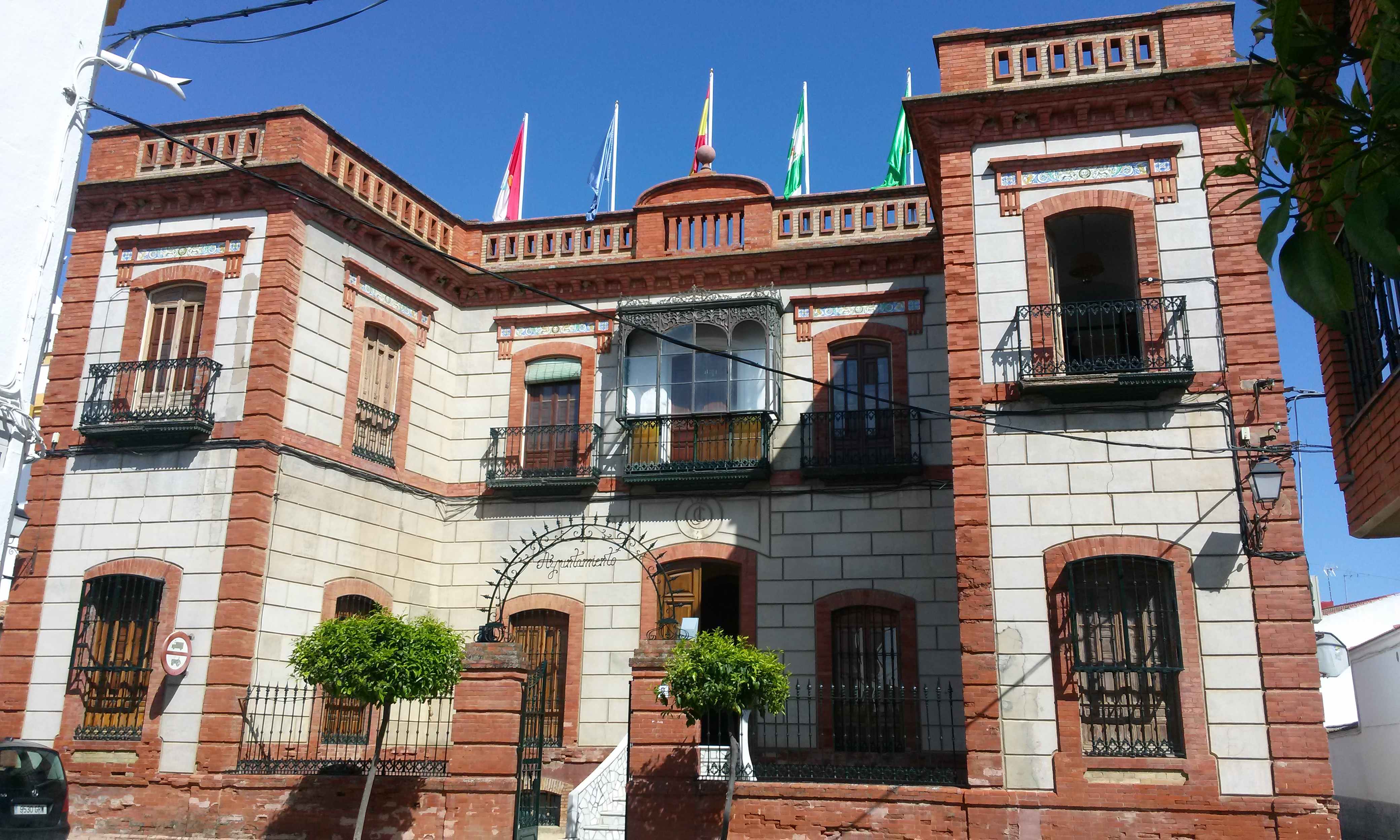
Rathaus

## Gemeindepartnerschaft
Mit der spanischen Gemeinde Castellar del Vallès in der Provinz Barcelona (Katalonien) besteht eine Partnerschaft.